# Musée de la poche de Royan
Le musée de la poche de Royan était un musée français de droit privé situé dans la ville du Gua, en Charente-Maritime.

## Description
Ce musée comprenait une collection d'armes, véhicules, uniformes et décors français, allemands et américains sur la bataille du mur de l'Atlantique de la Seconde Guerre mondiale. Le musée avait été fondé en 1990 par M. Le Laurain et un ami collectionneur.
Ce musée a fermé ses portes le 30 septembre 2007 faute de repreneur.
Les collections ont été dispersées lors d'une vente aux enchères organisée par Hermann Historica, une société de ventes volontaires allemande, le 13 et 14 juin 2008.

## Galerie

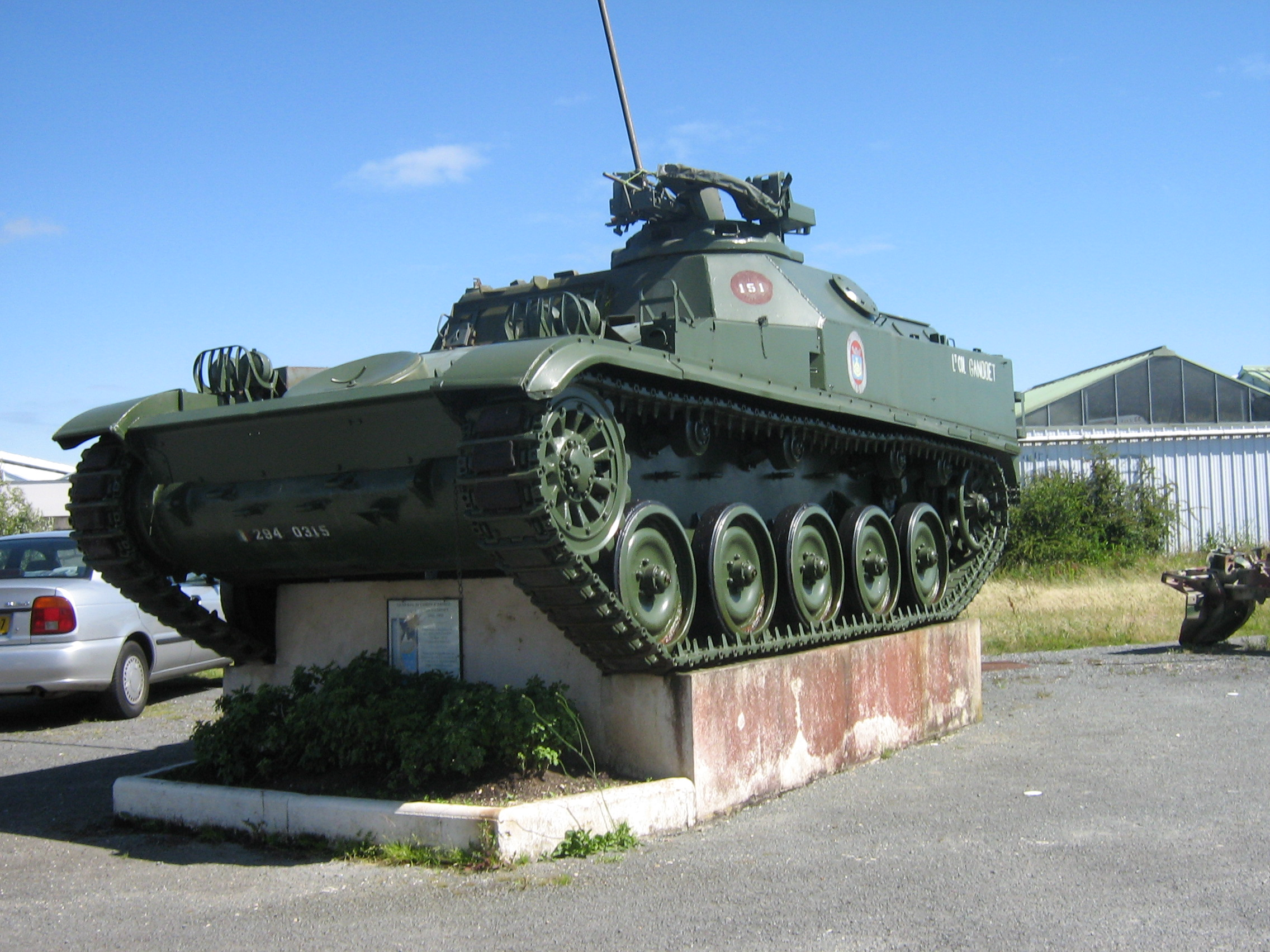
Char devant l'entrée du musée.
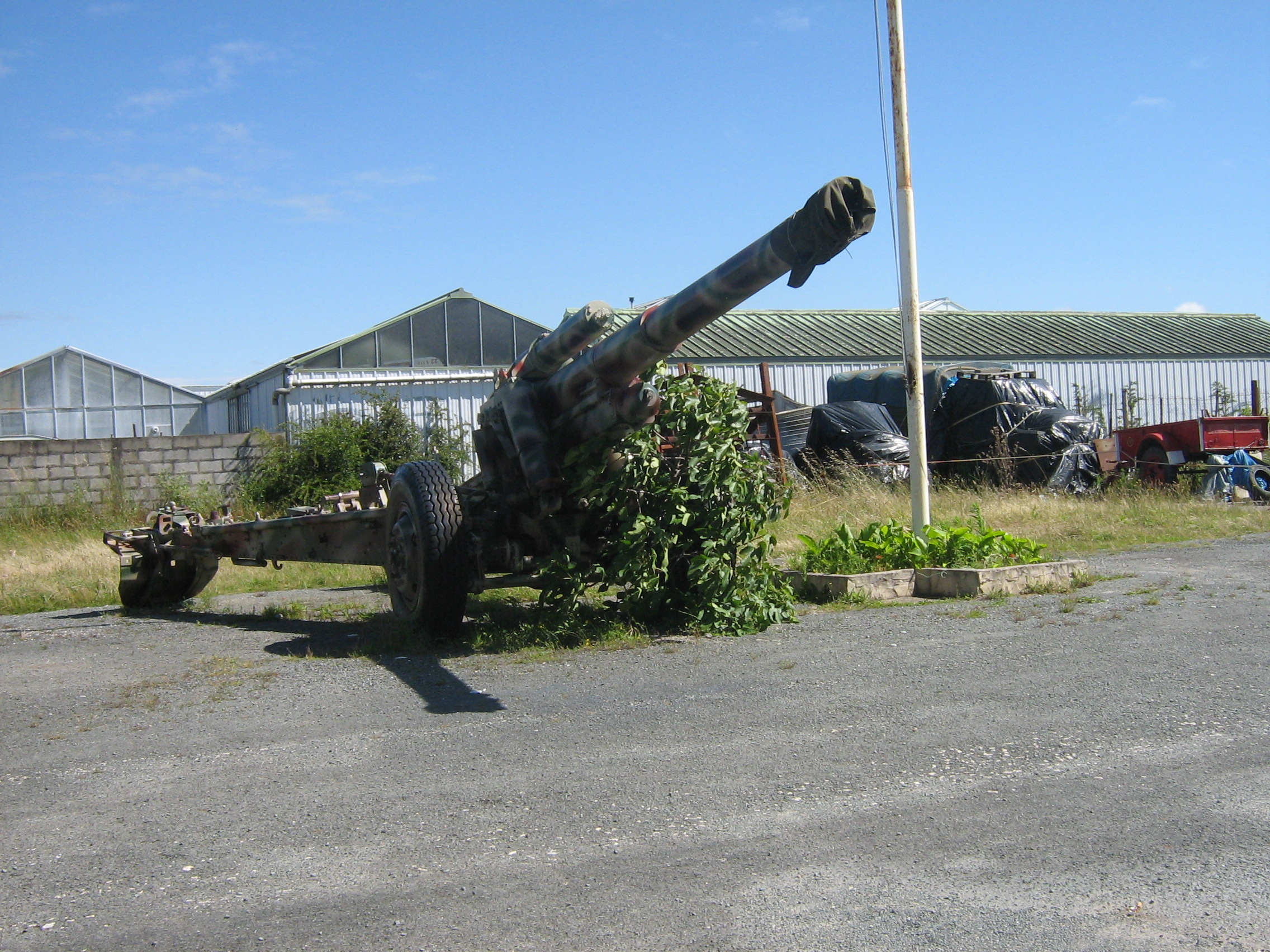
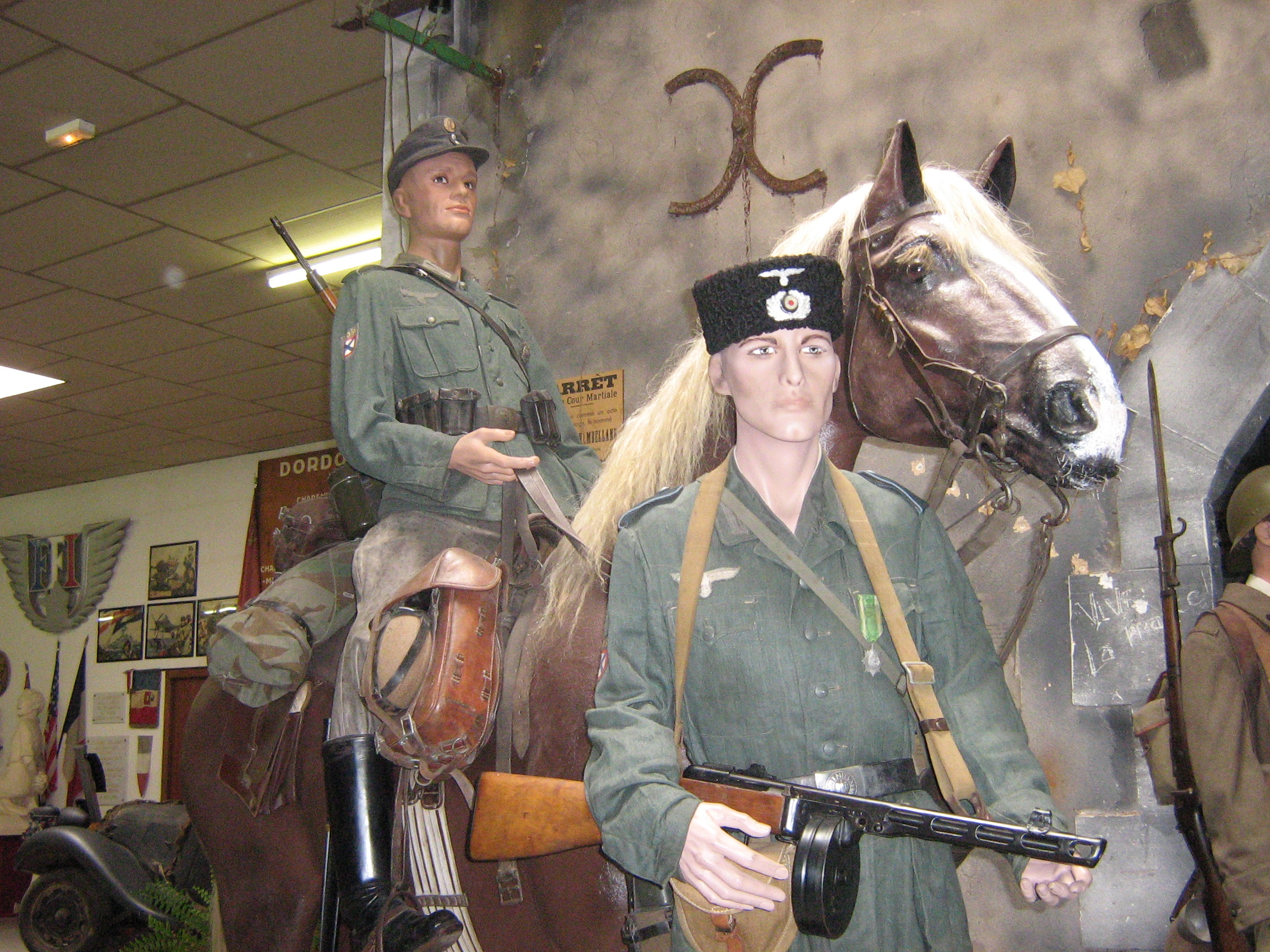
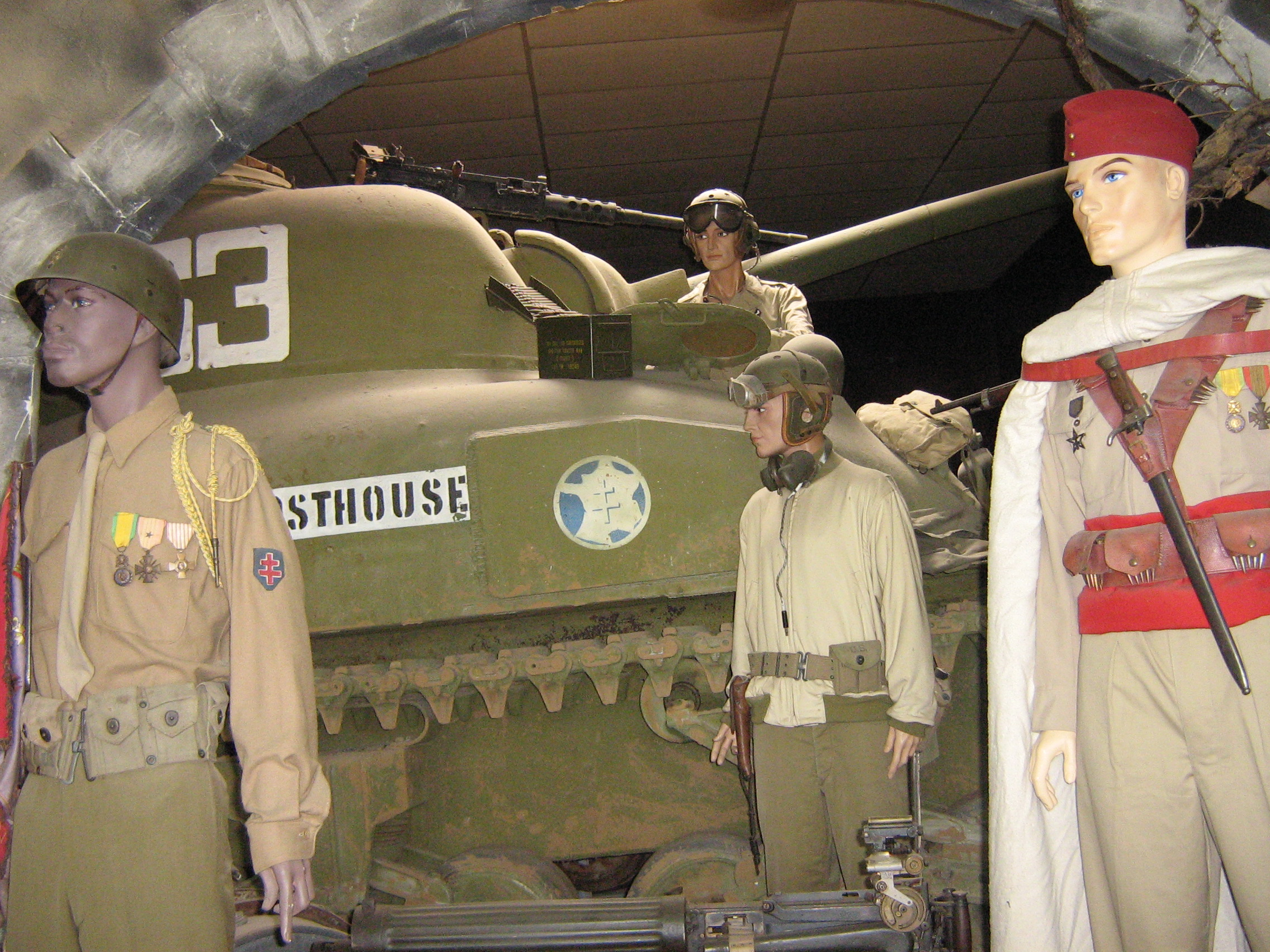
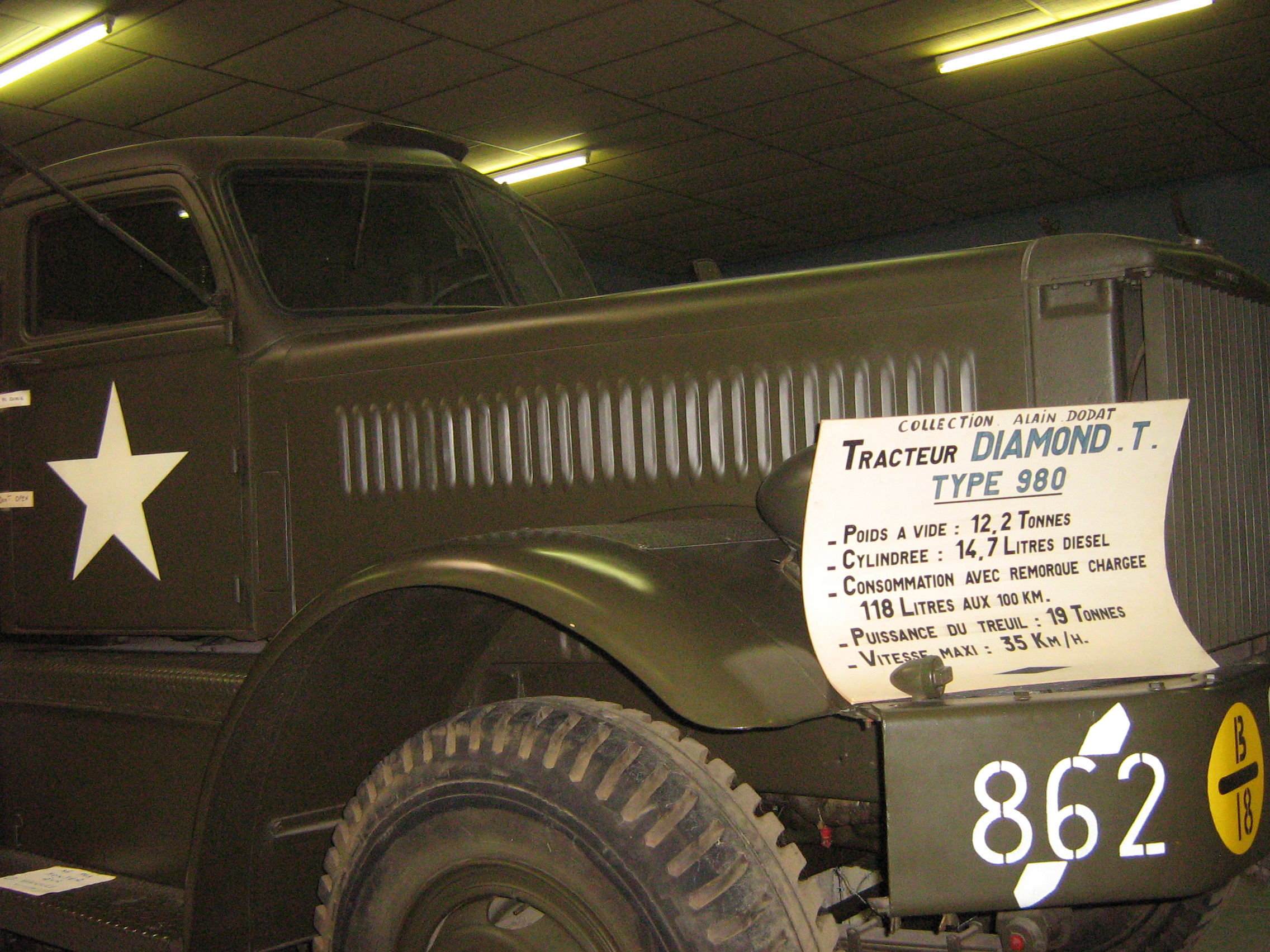